# Besòs metróállomás
Besòs egyike a Spanyolországban található barcelonai metró metróállomásainak.

## Metróvonalak
Az állomást az alábbi metróvonalak érintik:
- 4-es metróvonal

## Kapcsolódó állomások
Az állomáshoz az alábbi állomások vannak a legközelebb:
- Besòs Mar (Trinitat Nova, 4-es metróvonal)
- La Pau (La Pau, 4-es metróvonal)